# Stegopterna tschukotensis
Stegopterna tschukotensis är en tvåvingeart som beskrevs av Rubtsov 1971. Stegopterna tschukotensis ingår i släktet Stegopterna och familjen knott. Inga underarter finns listade i Catalogue of Life.